# Shayne's Emporium

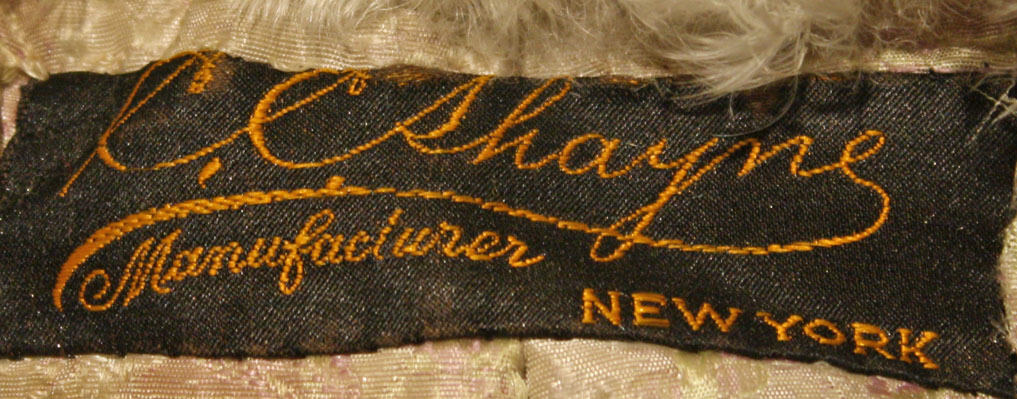
Etiqueta de ropa "C. C. Shaine Manufacturer New York"

Shayne's Emporium fue la tienda más grande de pieles en los Estados Unidos cuando se inauguró el 3 de octubre de 1893 en Manhattan, Nueva York. Se ubicó en los números 124 (oficinas) y 126 (tienda) de la calle 42 oeste, al oeste de la Sexta Avenida. El propietario, Christopher Columbus Shayne, conocido por sus iniciales  C.C., mudó su empures del número 103 de la calle Prince antes de abrir el nuevo establecimiento.

## Vendedor de pieles

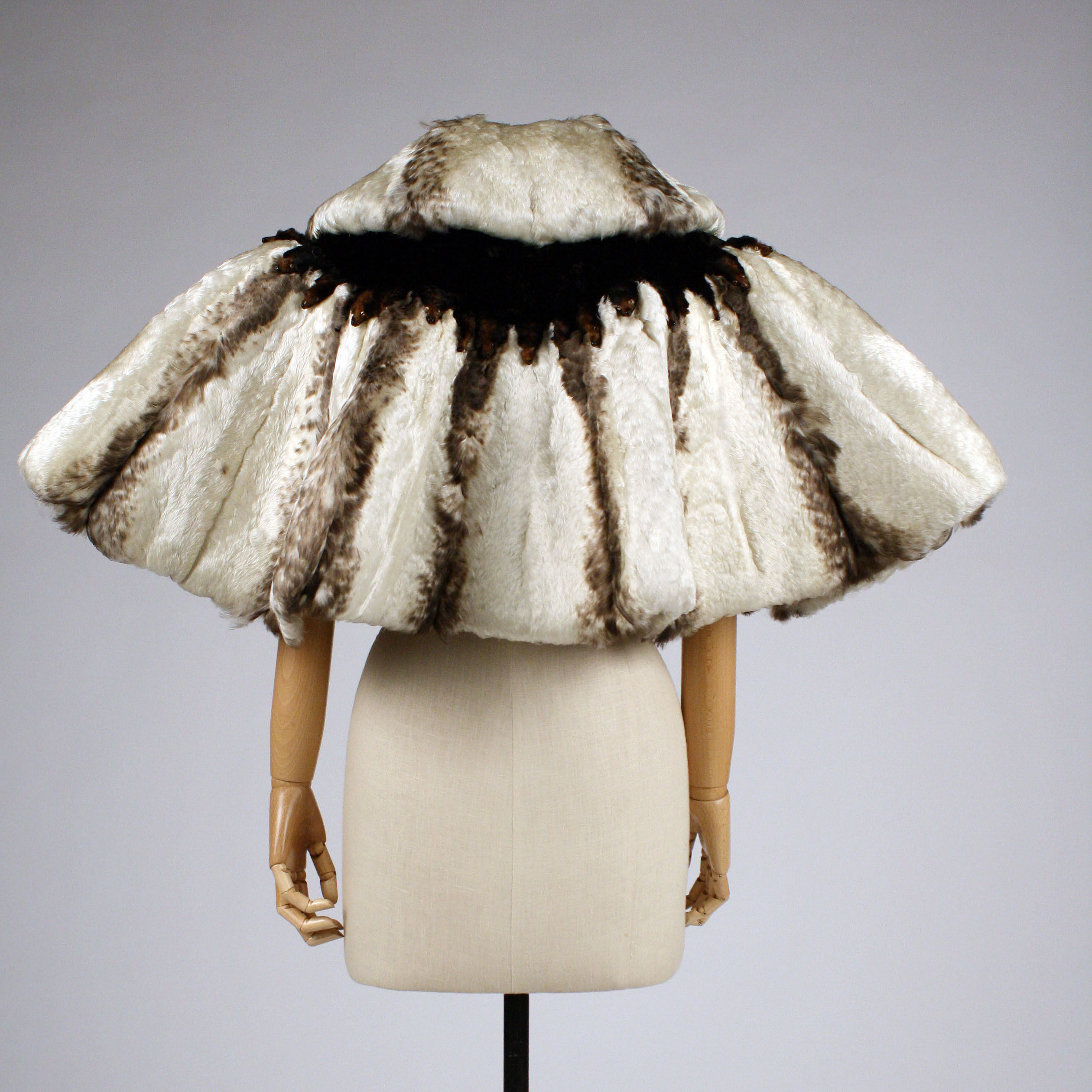
Capa de piel de aves y topo, manufacturado por C. C. Shaine, 1895 (Instituto del Vestido, Museo Metropolitano de Arte

Shayne dedicó gran parte de su tiempo a su trabajo y tenía una reputación honorable que se extendía por todo el mundo. Todo el espacio de la tienda estaba llena con pieles de todo tipo. No se vendían imitaciones.

## Interior del edificio
La estructura tenía cuatro pisos y un frontis de 50 pies y una profundidad de 100 pies. Tenía un departamento de túnicas en su sótano. En la parte trasera de la tienda había un anfiteatro que medía cuarenta pies por cincuenta. Esta estructura estaba bien iluminada con filas de ventanas y grandes claraboyas. Esto permitía que los clientes hicieran las mejores selecciones en sus compras. El anfiteatro era único en su género y el único en todos los Estados Unidos en 1893.
Los pisos superiores de la tienda fueron reservados para el procesamiento de las pieles. Cuando éste culminaba, las pieles eran llevadas a la tienda en los pisos bajos.

## Vida y muerte del propietario
Shayne participó activamente en la vida política y de negocios de Nueva York. Empezando en 1873. Nació en el pueblo de Galway en el condado de Saratoga el 20 de septiembre de 1844. Fue educado en la escuela del pueblo y luego fue a trabajar en un hotel. Después fue mensajero de la New York Central Railroad. Se mudó a Cincinnati, Ohio, y trabajó en la C.B. Camp & Company que vendían pieles. Aprendió el negocio y se mudó a Nueva York en 1873. Abrió sus primera tienda en la calle Broadway y luego se mudó a la calle Prince. Luego de quebrar en 1873, se recuperó, pagos a sus acreedores y construyó nuevamente su empresa. 
Shayne era un militante entusiasta del Partido Demócrata aunque luego cambió de lugar y se volvió un ferviente defensor del Partido Republicano. Fue vicepresidente de la Liga Nacional Republicana del estado de Nueva York en 1895. Hizo campaña en varios estados por Benjamin Harrison y William McKinley.
Cuando Shayne murió el 22 de febrero de 1906, dejó un stock de pieles en su tienda avaluados en un millón de dólares. Falleció en el Hotel Piedmont en Atlanta, Georgia, mientras estaba de viaje con su esposa, Margaret.